# Hypodynerus
Hypodynerus är ett släkte av steklar. Hypodynerus ingår i familjen Eumenidae.

## Dottertaxa tillHypodynerus, i alfabetisk ordning[1]
- Hypodynerus akros
- Hypodynerus albocinctus
- Hypodynerus andeus
- Hypodynerus antucensis
- Hypodynerus antuco
- Hypodynerus arechavaletae
- Hypodynerus brethesi
- Hypodynerus bruchii
- Hypodynerus caupolicans
- Hypodynerus cerberus
- Hypodynerus chiliensis
- Hypodynerus chiliotus
- Hypodynerus chiliotus-unicinctus
- Hypodynerus coarctatus
- Hypodynerus colocolo
- Hypodynerus dimidiaticornis
- Hypodynerus duckei
- Hypodynerus excipiendus
- Hypodynerus foersteri
- Hypodynerus fuscipennis
- Hypodynerus heptagonalis
- Hypodynerus houssayi
- Hypodynerus huancabambae
- Hypodynerus humeralis
- Hypodynerus joergenseni
- Hypodynerus labiatus
- Hypodynerus lachensis
- Hypodynerus mapochu
- Hypodynerus maypinus
- Hypodynerus melancholicus
- Hypodynerus molinae
- Hypodynerus nigricornis
- Hypodynerus obscuripennis
- Hypodynerus oresbios
- Hypodynerus porteri
- Hypodynerus punctatus
- Hypodynerus ruficollis
- Hypodynerus rufinodis
- Hypodynerus rufotegulatus
- Hypodynerus tarabucensis
- Hypodynerus torresi
- Hypodynerus tuberculiventris
- Hypodynerus vardyi
- Hypodynerus vespiformis
- Hypodynerus vestitus
- Hypodynerus villosus